# Kürénéi hedonizmus
A kürénéi iskola alapítója Arisztipposz volt (Kr. e. 435-366), aki az értesülések szerint Szókratész legkorábbi tanítványa volt. Az iskola a nevét a görög 'hédoné' szóból kapta, aminek magyar fordítása: gyönyör.

## Filozófiájuk
A hedonisták nézeteinek az alapja az élvezetek, ezt teszik meg minden cselekvés maximájának. Tanításuk szerint az ember legfőbb java, minden törekvés egyedüli igaz célpontja az élvezet kell, hogy legyen.
Az antik világ két hedonista iskolát tart számon: az egyik a kürénéi hedonisták, a másik az epikureus iskola. A két iskola közös vonása az volt, hogy mindketten a gyönyört tartották a legfőbb jónak, azonban élesen eltértek egymástól abban, hogy mi is pontosan a gyönyör. Míg az epikureusok a gyönyörnek a fájdalommentességet, zavartalan testi és szellemi állapotot tartották, a kürénéiek ezt egyáltalán nem tartották gyönyörnek, hanem csak a fájdalom és gyönyör köztes állapotának. Szerintük a gyönyör olyasmi kell, hogy legyen, ami mozgást von magával.
A kürénéi hedonisták csak a jelen gyönyört fogadták el gyönyörnek, vagyis sem a múltbeli dolgok kellemes emléke, sem a jövőbeli esetleges gyönyörök nem töltenek el minket gyönyörrel. Továbbá a gyönyör individuális (etikai egoizmus). Az ember célja az életben a pillanatnyi gyönyör maximalizálása. Határozottan elutasították azt az álláspontot, hogy például érdemes a jelenben tartózkodni bizonyos dolgokból egy jövőbeli nagyobb gyönyör érdekében.
A testi gyönyöröket a szellemi gyönyörök elébe helyezték. A gyönyör úgy határozták meg, mint sima mozgás, mégpedig a hús sima mozgása.
Külső tényezők csak abban az esetben vehetők figyelembe, amennyiben hasznosak, ezért a törvények és a szokások is áthághatók, ha a gyönyör eléréséről van szó. Egyetlen gátja ennek a büntetéstől való félelem, mert a büntetés fájdalmat vonhat maga után. Diogenész Laertiosz a következőket írja a kürénéiek gyönyörképzetéről:
A gyönyör még akkor is jó, ha a legilletlenebb tettekből származik…, mert még ha a cselekedet helytelen is, de a gyönyör önmagáért kívánatos és jó.
(Diogenész Laertiosz: Híres filozófusok élete 88.)
Diogenész Laertiosz elbeszéléséből tudhatunk arról is, hogy például Arisztipposz kidobta a fiát az utcára, mert haszontalannak tartotta őt, mondván: a nyálat is kiköpöm, mert nincs rá szükségem.
Az iskola későbbi képviselői, mint például Hégésziász, módosították az eredeti elképzeléseket, és azt állították, hogy bár a legfőbb cél valóban a gyönyör elérése, azonban ennek elérése nem függ sem gazdagságtól, sem hírnévtől, sem semmilyen élethelyzettől, ezért maga az élet is közömbös, nem kívánatos dolog.
Annikerisz még tovább módosította az eredeti hedonista elképzeléseket, és megengedte, hogy a szülő és barát szerepe befolyással legyen a boldogságra. Azt is állította, hogy a boldogság nemcsak a pillanatnyi gyönyörtől függ, hanem a múlt és jövőbeli gyönyörök összessége is számít. Többre tartotta a szellemi gyönyöröket a testieknél.
Theodórosz a testi gyönyöröket csak köztes örömnek nevezi, az igazi örömnek a bölcsességet nevezte. Szerinte nem minden gyönyör azonos, a pillanatnyi gyönyört azonban ő is előtérbe helyezte.